# Gerson Goldhaber
Pour les articles homonymes, voir Goldhaber.
Gerson Goldhaber (né le 20 février 1924,,  à Chemnitz, en Allemagne,,, et mort le 19 juillet 2010, à Berkeley, aux États-Unis était un physicien des particules et astrophysicien américain. Il fut l'un des découvreurs du méson J/ψ qui confirma l'existence du quark charme. Il travailla au Lawrence Berkeley National Laboratory sur le Supernova Cosmology Project et fut professeur émérite de physique à l'université de Californie à Berkeley de même que professeur à l'école supérieure d'astrophysique de Berkeley.

## Biographie
Goldhaber est né le 20 février 1924 en Allemagne. D'ascendance juive, sa famille s'enfuit devant les nazis et se réfugia en Égypte. Goldhaber obtint sa maîtrise de physique en 1947 à l'université hébraïque de Jérusalem. Goldhaber reçut son Ph.D. en 1950 à l'université du Wisconsin et fut naturalisé citoyen américain en 1953 lorsqu'il était à l'université Columbia.
Goldhaber devint professeur de physique à l'université de Californie à Berkeley et prit un emploi supplémentaire au Lawrence Berkeley National Laboratory. Goldhaber appartenait à une équipe de chercheurs en physique des particules qui utilisait des émulsions photographiques pour suivre la trace des mouvements des particules subatomiques lors d'expériences de dispersion proton-proton, ce qui les amena à identifier l'antiproton, une découverte qui valut à Owen Chamberlain et Emilio Segrè le prix Nobel de physique en 1959. On donna à une particule découverte en 1963 le nom de méson A en l'honneur de son fils Amos.
En 1974, Goldhaber faisait partie d'une équipe du Stanford Linear Accelerator Center (SLAC) dirigée par Burton Richter qui codécouvrit le méson J/ψ, un méson de saveur neutre consistant en un quark charme et un antiquark charme. Richter fut récompensé du prix Nobel de physique en 1976 pour ses recherches, avec  Samuel Ting du Massachusetts Institute of Technology qui découvrit cette même particule séparément à la suite de ses propres recherches. En récompense de leur participation au projet, Gerson Goldhaber et François Pierre reçurent le prix Panofsky de l'American Physical Society en 1991, et Goldhaber fut désigné « scientifique californien » de l'année.
Il s'engagea ensuite avec Carl Pennypacker et Saul Perlmutter, qui avaient fondé le Supernova Cosmology Project en 1988 au Lawrence Berkeley. Le projet était destiné à rechercher des signes de supernovas dans l'Univers, pour déterminer ensuite le taux d'expansion de l'Univers. Vers 1997, les données que Goldhaber avaient collectées amenèrent la preuve que le taux d'expansion de l'Univers augmentait du fait de ce qu'ils appelèrent l'énergie sombre, contrairement à la théorie prévalente qui voulaient que l'expansion devait diminuer pour finalement s'inverser pour conduire vers un Big Crunch comme ultime destin de l'Univers.
Goldhaber était membre de l'Académie des sciences américaine, et l'Académie royale des sciences de Suède. Avec Robert N. Cahn, Goldhaber coécrivit le texte The Experimental Foundations of Particle Physics.
Résident à Berkeley, il était marié en secondes noces avec l'écrivaine scientifique Judith Margoshes Golwyn, avec laquelle il avait collaboré sur deux ouvrages, en les illustrant de ses aquarelles. En premières noces, il était l'époux de la chimiste nucléaire Sulamith Goldhaber, décédée d'une tumeur au cerveau en 1965, lors d'un voyage du couple en Inde. Le frère de Gerson Goldhaber, Maurice, est un physicien des particules qui fut notamment directeur du Brookhaven National Laboratory.

## Prix et récompenses
- Membre de la Société de physique américaine[5] ;
- 1991 : lauréat du prix Panofsky de l'American Physical Society, en reconnaissance de sa découverte du méson charme[7] ;
- 1982 : élu membre étranger de l'Académie royale des sciences de Suède[5] ;
- 1977 : distingué California Scientist of the Year, pour son livre sur les mésons charme[5] ;
- 1976-77 : conférencier Morris Loeb en physique à l'université Harvard[5] ;
- 1977 : élu membre de l'Académie nationale des sciences américaine[5] ;
- 1972-73 : Guggenheim Fellow au CERN[5] ;